# Kurt Marti (Journalist)
Kurt Marti (* 23. Juli 1960 in Sursee) ist ein Schweizer Journalist. Er erhielt 2013 den Publikumspreis des Prix Courage.

## Leben
Kurt Marti studierte Philosophie und Physik (lic. phil.) und absolvierte die Ringier-Journalistenschule. Von 1994 bis 1996 war er Geschäftsleiter der Schweizerischen Energie-Stiftung, SES. Von 2000 bis 2010 war er Redaktor der Walliser Oppositionszeitung Rote Anneliese. In dieser Zeit deckte er Geschichten und Skandale auf, die in anderen Oberwalliser Medien nicht erwähnt wurden.
Seit 1996 arbeitet er als freier Journalist. Von 2012 bis 2021 war er Mitglied der Redaktionsleitung der Internet-Zeitung Infosperber. 
Marti hat zwei Söhne, er lebt und arbeitet in Obergesteln (Wallis).

## Auszeichnungen
- 2013: Publikumspreis des Prix Courage: «Der Journalist nannte Namen und deckte in der linken Zeitung Rote Anneliese unerschrocken Machtmissbrauch, Parteifilz und Korruption auf.»[3]

## Bücher
- Tal des Schweigens – Walliser Geschichten über Parteifilz, Kirche, Medien und Justiz. Rotpunktverlag, Zürich 2012; 2. Auflage 2013, ISBN 978-3-85869-507-9.